# Waringin Jaya (Bojong Gede)
Waringin Jaya is een bestuurslaag in het regentschap Bogor van de provincie West-Java, Indonesië. Waringin Jaya telt 12.628 inwoners (volkstelling 2010).